# Nikolai Sewerow

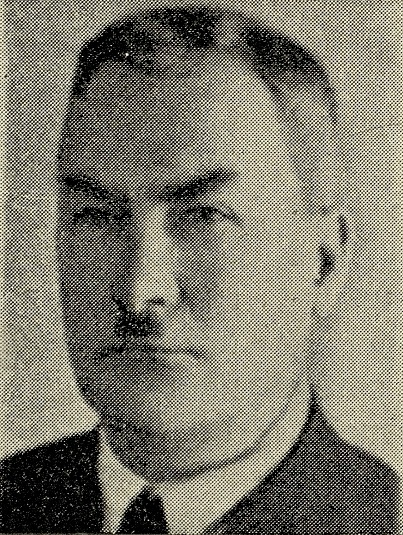
Nikolai Sewerow (1939)

Nikolai Pawlowitsch Sewerow (georgisch ნიკოლოზ სევეროვი Nikolos Sewerowi, russisch Николай Павлович Северов Nikolai Pawlowitsch Sewerow, englische Transkription Nikolai Pavlovich Severov; * 18. Februarjul. / 2. März 1887greg. in Tiflis; † 21. Februar 1957 in Kiew) war ein georgischer Architekt und Hochschullehrer.

## Leben
Sewerow, Sohn eines Deutsch-Lehrers, besuchte die Realschule in Wladikawkas. 1904 fuhr er nach St. Petersburg und lernte Aquarellmalerei in der Zentral-Schule für Technisches Zeichnen des Barons Alexander von Stieglitz. 1905 bestand er die Eingangsprüfung des St. Petersburger Instituts für Zivilingenieure und studierte anschließend dort Architektur. Während des Studiums arbeitete er 1907–1910 als Assistent des Architekten E. Schretter. 1910 wurde er Assistent des Akademiemitgliedes O. Dmitrow, bei dem er 1911–1912 an verschiedenen Eisenbahngebäudeprojekten in Charkow und anderen Orten beteiligt war. Der Bahnhof in Feodossija war sein erstes eigenes Projekt.
Nach Beginn des Ersten Weltkrieges schloss Sewerow 1915 sein Studium ab und wurde darauf zur Armee eingezogen. Nach der Oktoberrevolution arbeitete er als Architekt in Tiflis. 1922 wurde er Dozent an der gerade gegründeten Akademie der Künste Tiflis. 1935 wurde er Vorsitzender der Union der Architekten der Georgischen SSR. 1939 wurde er Ehrenmitglied der Akademie der Architekturwissenschaften der UdSSR. Während des Zweiten Weltkrieges wurde er 1942 Leiter des Instituts für Geschichte der georgischen Kunst der Georgischen Akademie der Wissenschaften.

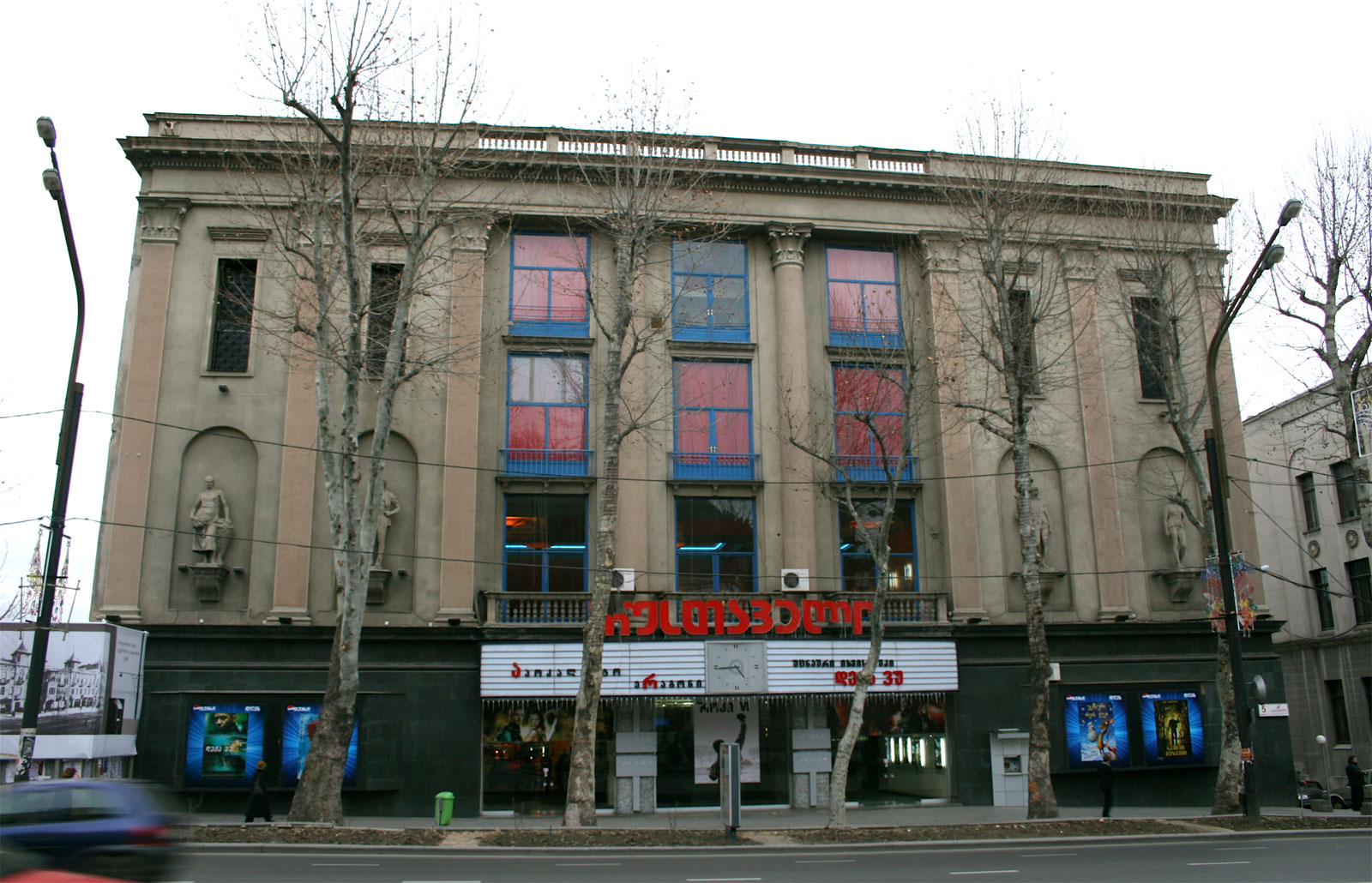
Rustaweli-Kino in Tiflis

Sewerow plante mehr als 60 Projekte, von denen mehr als 25 ausgeführt wurden. Darunter waren Hotels und Ferienhäuser in Bordschomi, Gagra und Zqaltubo. 1921 plante er die Sanierung des Museums Georgiens in Tiflis (heute Staatliches Simon-Dschanaschia-Museum Georgiens). 1928 baute er das Staatsbankgebäude. Es folgte das Gebäude der Transkaukasischen Regierung, das später vom Zentralkomitee der Kommunistischen Partei Georgiens benutzt wurde (1929–1930). 1935 projektierte er zusammen mit Kiriak Sawriewi die Tscheljuskinzy-Brücke (heute Königin-Tamar-Brücke) über die Kura in Tiflis. 1936–1938 baute er in Tiflis das Rustaweli-Kino mit 1200 Plätzen. Er untersuchte und beschrieb viele historische Gebäude Georgiens, insbesondere in Mzcheta und Kutaissi.
1948 verließ Sewerow Tiflis und ließ sich in Kiew nieder. Er wurde Professor am Kiewer Institut für Bauwesen und am Kiewer Kunst-Institut der ukrainischen Akademie der Künste, deren Mitglied er wurde (bis 1955, 1952–1954 Vizepräsident). Daneben beteiligte er sich am Wiederaufbau nach den Zerstörungen aus dem Deutsch-Sowjetischen Krieg. 1954 wurde er Mitglied der KPdSU.
Sewerow wurde auf dem Lukjaniwska-Friedhof in Kiew begraben.

## Ehrung
- Orden des Roten Banners der Arbeit